# Mas

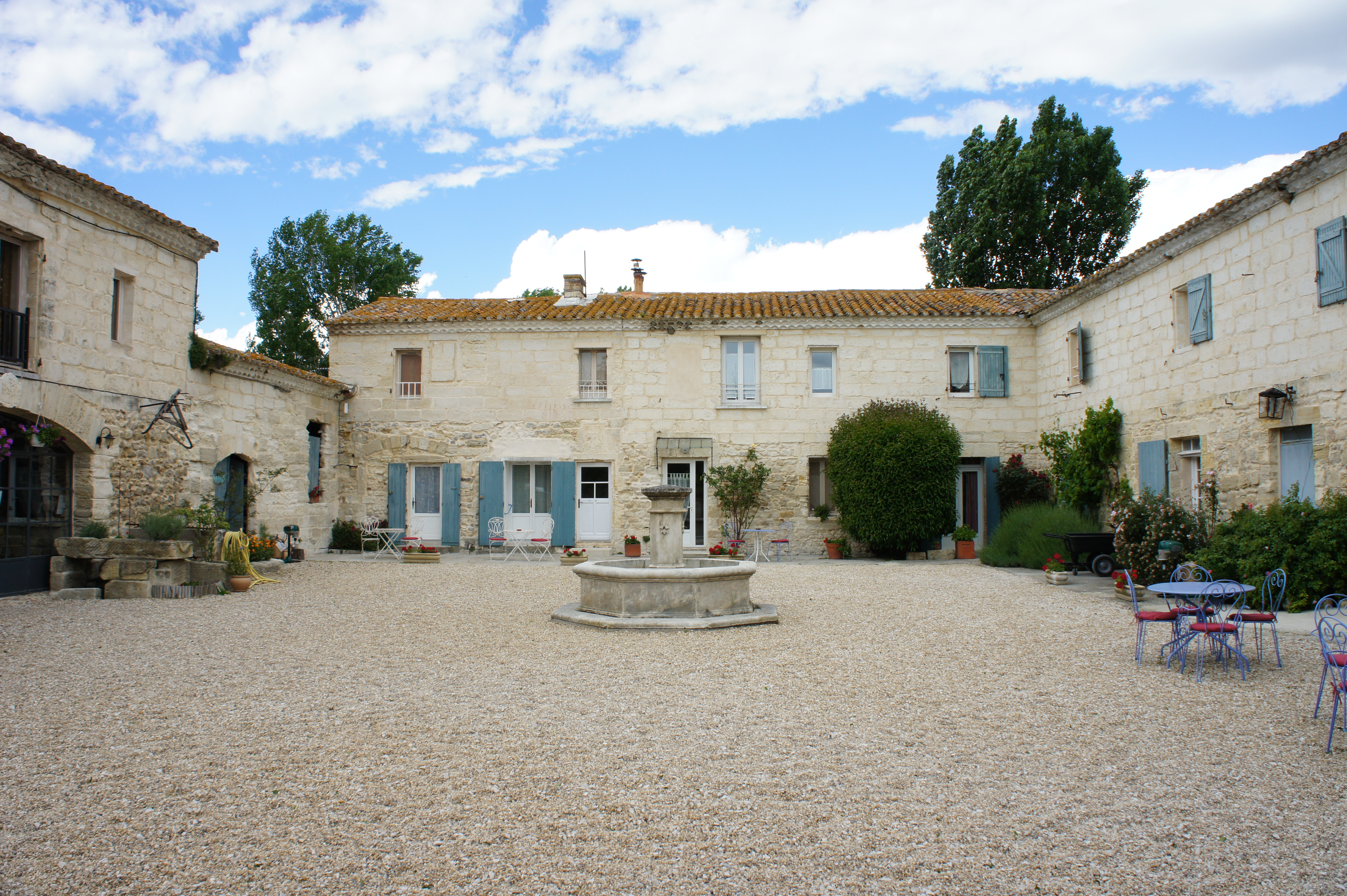
Der Innenhof des Mas de Sylvéréal

Als Mas wird im Süden Frankreichs und in Katalonien ein freistehendes bäuerliches Anwesen bezeichnet. Aus dem Okzitanischen und dem Katalanischen kann man es je nach Gegebenheit mit den deutschen Begriffen (größerer) Bauernhof oder aber auch Gutshof übersetzen.
Mas ist auch direkter Bestandteil vieler Ortsbezeichnungen oder auch Bezeichnungen von Örtlichkeiten:
- Mas Thibert, ein kleiner Ort südlich von Arles,
- El Masnou, ein bekannter touristischer Ort an der Küste unweit von Barcelona,
- Maçanet, unweit von Girona

In vielen Fällen wird es benutzt wie Gut in Ortsnamen: Mas du Pont de Rousty, Mas de Rey u. a. m.
Der Begriff Mas ist mit dem französischen Wort Maison (Haus) verwandt und wird im Okzitanischen und im Katalanischen mit s am Ende ausgesprochen. Die französische Aussprache ma, ohne s am Ende, ist nicht korrekt.
In der Schweiz werden in bestimmten Gegenden (z. B. Zürcher Unterland) Riedflächen als Mas, Maas (a wie ein offenes o gesprochen) bezeichnet.